# Wydział Nauk o Ziemi i Gospodarki Przestrzennej Uniwersytetu Mikołaja Kopernika w Toruniu

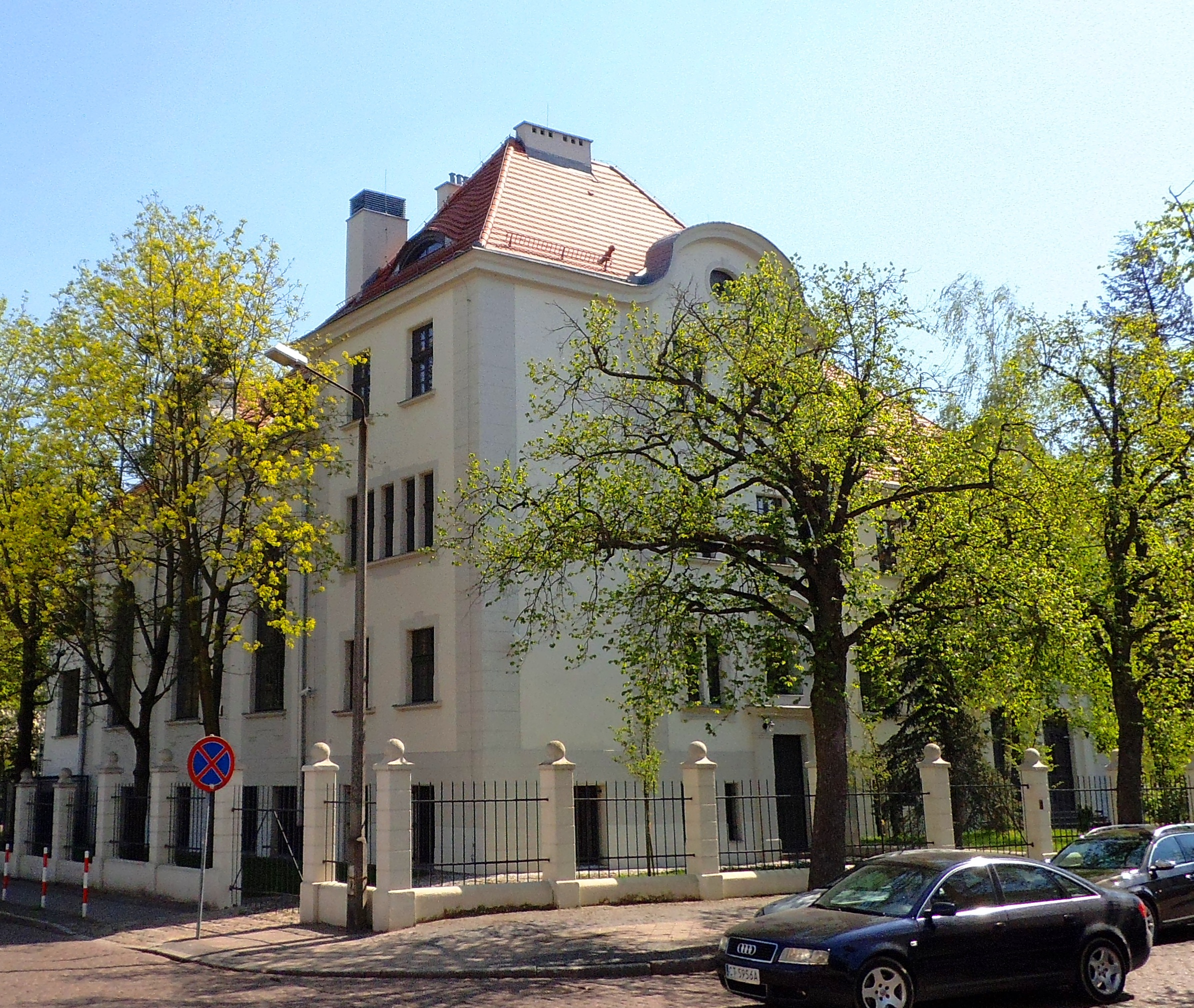
Dawna siedziba Wydziału, obecnie Wojewódzki Fundusz Ochrony Środowiska i Gospodarki Wodnej

Wydział Nauk o Ziemi i Gospodarki Przestrzennej Uniwersytetu Mikołaja Kopernika w Toruniu – jeden z 16 wydziałów Uniwersytetu Mikołaja Kopernika w Toruniu. Siedziba wydziału znajduje się na terenie Miasteczka Akademickiego, przy ul. Lwowskiej 1.

## Historia
Wydział Nauk o Ziemi utworzony został w 2012 roku po podziale Wydziału Biologii i Nauk o Ziemi. Początkowo nauki geograficzne wchodziły w skład Wydziału Matematyczno-Przyrodniczego utworzonego w 1945 roku w chwili rozpoczęcia działalności uniwersytetu. Jednym z organizatorów oraz pierwszym dziekanem Wydziału był prof. dr Jan Prüffer. W 1951 roku z Wydziału Matematyczno-Przyrodniczego wyodrębnił się nowy Wydział Biologii i Nauk o Ziemi, w którym działały dwa instytuty - biologii oraz geografii. W wyniku likwidacji wydziału w 2012 roku powstał Wydział Nauk o Ziemi funkcjonujący w obecnym kształcie. Od 1 października 2019 roku, zarządzeniem Rektora UMK, Wydział funkcjonuje jako Wydział Nauk o Ziemi i Gospodarki Przestrzennej Uniwersytetu Mikołaja Kopernika w Toruniu.

## Kierunki kształcenia

### Studia I i II stopnia
- geografia (I i II stopień)
- geoinformacja środowiskowa (II stopień)
- gospodarka przestrzenna (studia inżynierskie)
- sport i wellness (z Wydziałem Nauk Biologicznych i Weterynaryjnych oraz Wydziałem Filozofii i Nauk Społecznych)
- studia miejskie (I stopień)
- technologie proekologiczne i zarządzanie środowiskiem (studia inżynierskie)
- Tourism Management (studia w języku angielskim)
- turystyka i rekreacja (I i II stopień)

### Studia doktoranckie
Szkoła Doktorska Nauk Ścisłych i Przyrodniczych kształci doktorantów w dziedzinie nauk ścisłych i przyrodniczych m.in. w  dyscyplinie naukowej:
- nauki o Ziemi i środowisku.

## Struktura wydziału

### Katedry
| Katedra                                             | Kierownik                              |
| --------------------------------------------------- | -------------------------------------- |
| Katedra Geologii i Hydrogeologii                    | dr hab. inż. Arkadiusz Krawiec         |
| Katedra Geomatyki i Kartografii                     | dr hab. Zenon Kozieł                   |
| Katedra Geomorfologii i Paleogeografii Czwartorzędu | dr hab. Piotr Weckwerth                |
| Katedra Gleboznawstwa i Kształtowania Krajobrazu    | dr hab. Michał Jankowski               |
| Katedra Gospodarki Przestrzennej i Turyzmu          | dr hab. Roman Rudnicki                 |
| Katedra Hydrologii i Gospodarki Wodnej              | prof. dr hab. Włodzimierz Marszelewski |
| Katedra Kultury Fizycznej                           | dr hab. Radosław Muszkieta             |
| Katedra Meteorologii i Klimatologii                 | prof. dr hab. Rajmund Przybylak        |
| Katedra Studiów Miejskich i Rozwoju Regionalnego    | dr hab. Elżbieta Grzelak-Kostulska     |

### Jednostki ogólnowydziałowe
| Jednostka                                                                | Kierownik               |
| ------------------------------------------------------------------------ | ----------------------- |
| Laboratorium Analiz Środowiskowych                                       | dr hab. Piotr Hulisz    |
| Stacja Polarna Uniwersytetu Mikołaja Kopernika na Spitsbergenie          | dr hab. Ireneusz Sobota |
| Stacja Zintegrowanego Monitoringu Środowiska Przyrodniczego w Koniczynce | dr hab. Marek Kejna     |
| Obserwatorium Meteorologiczne                                            | dr hab. Andrzej Araźny  |
| Zespół Informatyczno-Wydawniczy                                          | mgr Sławomir Sulik      |

### Centra badawcze
| Jednostka                                   | Kierownik                     |
| ------------------------------------------- | ----------------------------- |
| Polsko-Chińskie Centrum Badań nad Turystyką | prof. dr hab. Wojciech Wysota |
| Centrum Badań Polarnych                     | dr hab. Ireneusz Sobota       |

## Poczet dziekanów
1. prof. dr hab. Wojciech Wysota (2012–2016)
2. dr hab. Marek Kejna (2016–2024)
3. dr hab. Marcin Świtoniak (od 2024)

## Władze wydziału
W kadencji 2024–2028:
| Stanowisko                 | Imię i nazwisko          |
| -------------------------- | ------------------------ |
| Dziekan                    | dr hab. Marcin Świtoniak |
| Prodziekan ds. Kształcenia | dr hab. Czesław Adamiak  |
| Prodziekan ds. Studentów   | dr inż. Izabela Jamorska |